# Madre de Dios (provincie)
Madre de Dios is een provincie in het departement Pando in Bolivia. De provincie heeft een oppervlakte van 10.879 km² en heeft 24.070 inwoners (2012). De hoofdstad is Puerto Gonzalo Moreno.
Madre de Dios is verdeeld in drie gemeenten:
- Puerto Gonzalo Moreno
- San Lorenzo
- Sena

Abuná · 
Federico Román · 
Madre de Dios · 
Manuripi · 
Nicolás Suárez